# Peperomia laevilimba
Peperomia laevilimba är en pepparväxtart som beskrevs av Truman George Yuncker. Peperomia laevilimba ingår i släktet peperomior, och familjen pepparväxter. Inga underarter finns listade i Catalogue of Life.